# Calatabiano

Localització de Calatabiano

Calatabiano (sicilià Cattabbianu) és un municipi italià, dins de la ciutat metropolitana de Catània. L'any 2006 tenia 5.332 habitants. Limita amb els municipis de Castiglione di Sicilia, Fiumefreddo di Sicilia, Giardini-Naxos (ME), Linguaglossa, Piedimonte Etneo i Taormina (ME).

## Administració
| Període | Identitat                | Partit        |
| ------- | ------------------------ | ------------- |
| 2007-   | Antonio Filippo Petralia | Llista Cívica |